# Astrothorax
Astrothorax is een geslacht van slangsterren uit de familie Gorgonocephalidae.

## Soorten
- Astrothorax balinensis Mortensen, 1933
- Astrothorax liberator Koehler, 1930
- Astrothorax misakiensis Döderlein, 1911
- Astrothorax tesselata Mortensen, 1933
- Astrothorax waitei (Benham, 1909)